# Adenanthos barbigerus
Adenanthos barbigerus är en tvåhjärtbladig växtart som beskrevs av John Lindley. Adenanthos barbigerus ingår i släktet Adenanthos och familjen Proteaceae. Inga underarter finns listade i Catalogue of Life.